# Села (Видем)
Села (словен. Sela) — поселення в общині Видем, Подравський регіон‎, Словенія.